# Grande Invocação
A Grande Invocação é uma oração mundial e não sectária. Foi traduzida em mais de oitenta línguas e dialetos.  
No início, ela estava de posse dos Mestres da Grande Fraternidade no idioma Senzar, que é a linguagem secreta dos Adeptos e Iniciados, e que em sua maior parte é hieroglífico. Esses antigos símbolos foram traduzidos para o inglês moderno pelo Mestre Djwhal Khul (o Tibetano), o qual, posteriormente, transmitiu à teosofista inglesa Alice Bailey.
A Grande Invocação é utilizada principalmente pelos praticantes da Meditação de Transmissão. Entretanto, hoje em dia, ela é amplamente aceita e utilizada diariamente por um número sempre crescente de pessoas nos quatro cantos do mundo.
A Grande Invocação expressa que: 
- Existe uma inteligência básica a que se dá o nome de Deus.
- Existe um Plano divino de evolução no Universo cujo poder motivador é o amor.
- Uma grande individualidade denominada Cristo pelos cristãos – o Instrutor do Mundo – veio à Terra e personificou esse Amor para que os seres humanos pudessem compreender que o amor e a inteligência são efeitos do Propósito, da Vontade e do Plano de Deus. Muitas religiões creem em um Instrutor Mundial, conhecido por nomes tais como o Senhor Maitreya, o Iman Mahdi, o Messias, etc.
- Somente por meio da humanidade é possível implementar o Plano Divino.[1]

A Grande Invocação 

"Do ponto de luz na mente de Deus
Que flua a luz à mente dos homens
e que a Luz desça à Terra!
Do ponto de amor no coração de Deus.
Que flua o amor aos corações dos homens
Que Cristo retorne à Terra!
Do centro onde a vontade de Deus é conhecida,
Que o propósito guie a vontade dos homens,
Propósito que os Mestres conhecem e servem!
Do centro a que chamamos a Raça dos Homens,
Que se realize o Plano de Amor e de Luz
E cerre a porta onde se encontra o mal!
Que a Luz, o Amor e o Poder restabeleçam 
O Plano Divino sobre a Terra,
Hoje e por toda a eternidade! "